# Todesschwadron
Eine Todesschwadron ist eine paramilitärische oder terroristische Gruppe, die im Auftrag eines Staates oder mit dessen Billigung oder Duldung politische oder religiöse Gegner verfolgt und ermordet oder gewaltsam „verschwinden lässt“.
Todesschwadronen sind offiziell meist illegal. Inoffiziell werden sie von der jeweiligen Regierung jedoch häufig geduldet, unterstützt oder sogar gesteuert. In Ländern mit einer schwachen Zivilregierung kann diese Unterstützung auch durch die eigentlichen Machthaber erfolgen, in der Regel das Militär oder eine oligarchische Elite wie etwa Großgrundbesitzer. Die Grenzen zu regulären Streitkräften und Polizei sind oft fließend, personelle Überschneidungen nicht ungewöhnlich. Besonders bekannt wurde das Auftreten von Todesschwadronen in den 1970er- und 1980er-Jahren in vielen Ländern Lateinamerikas, wo sie massiv zur Unterdrückung politischen Widerstands eingesetzt wurden.

## Geschichte
Todesschwadronen kamen im 20. Jahrhundert in vielen Ländern vor. Insbesondere war und ist ihr Auftreten eng mit so genannten schmutzigen Kriegen gegen politische Gegner oder Aufständische verknüpft.

### Europa

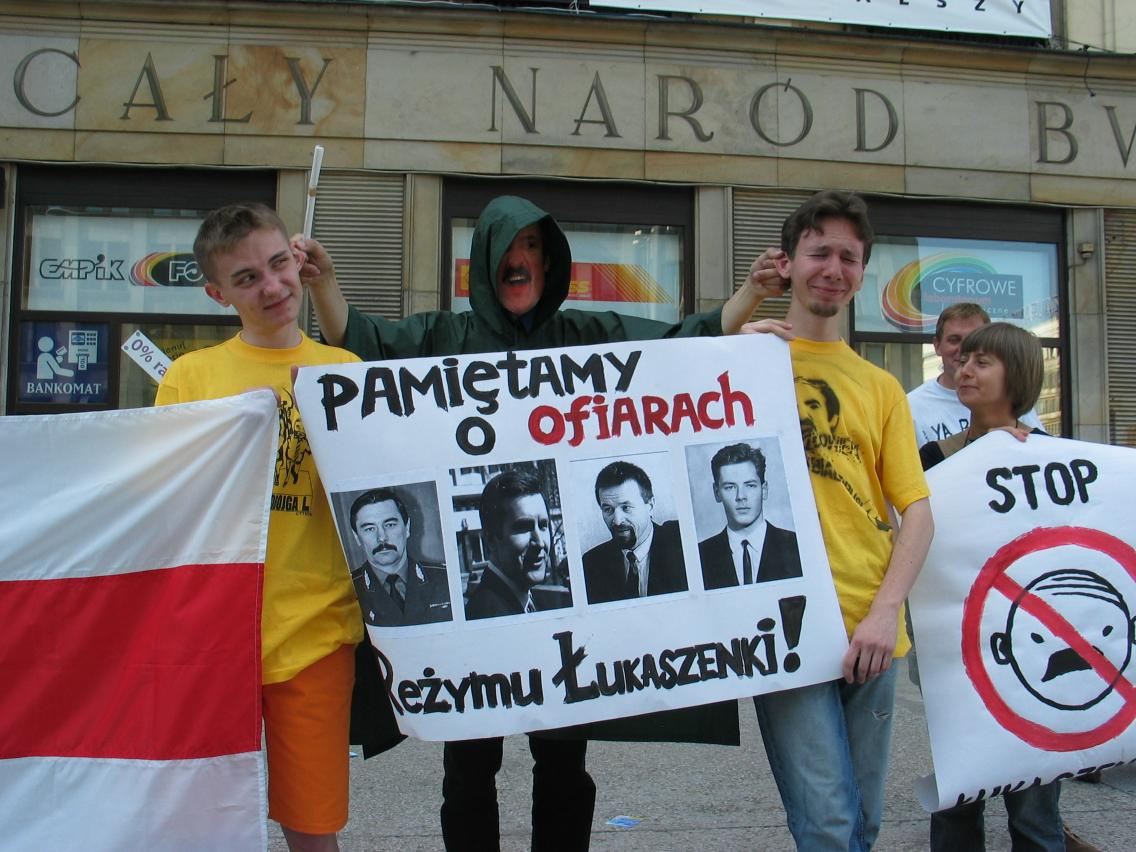
Demonstration in Warschau zur Erinnerung an die belarussischen Personen Jury Sacharanka, Wiktar Hantschar, Anatoli Krassouski und Dmitri Sawadski

#### Italien
In Italien setzten sich die faschistischen Gruppen (Fasci italiani di combattimento) ab 1919 zunächst als Schwadrone mit paramilitärischem Terror gegen Anarchisten, Sozialisten und Kommunisten durch. In den blutigen Jahren nach 1919 („Biennio rosso“ und „Biennio nero“) erschien der Begriff „Todesschwadron“ noch nicht, aber „squadrismo“ stand für diese Aktivitäten.

#### Rumänien
In Rumänien entstand ab 1927 die faschistische Eiserne Garde, die nach italienischem Vorbild Todeskult, paramilitärische Operationen und politische Attentate miteinander verband. Ab 1936 begründete die Eiserne Garde offiziell sogenannte Todesschwadronen, deren Täter sich anschließend der Polizei stellten, um der Garde als Märtyrer zu dienen. Dies scheint einer der ersten Fälle einer offiziellen Verwendung des Begriffes in Europa zu sein.

#### Spanien
Im spanischen Staat bestanden in den 1980er-Jahren die sogenannten Grupos Antiterroristas de Liberación (Antiterroristische Befreiungsgruppen, GAL), welche die ETA bekämpften. Die GAL wurden von hohen Funktionären des Innenministeriums geleitet, das seinerzeit unter der Führung der Regierung des Ministerpräsidenten Felipe González stand, und aus Regierungsgeldern finanziert. Die Mordanschläge der GAL forderten insgesamt 28 Todesopfer. Wie später bekannt wurde, hatte jedoch mehr als ein Drittel der Getöteten keinerlei Bezug zur ETA.

#### Belarus
In den Jahren 1999 und 2000 verschwanden die vier belarussischen oppositionelle Aktivisten Wiktar Hantschar, Dsmitryj Sawadski, Jury Sacharanka und Anatoli Krassouski. Ermittlungen des Europarates legten dabei nahe, dass diese von einer Spezialeinheit des belarussischen Innenministeriums entführt und ermordet wurden. Ausgehend von den Ermittlungsergebnissen wurden vier Regierungsbeamte direkt für die Verbrechen verantwortlich gemacht und gegen diese Einreiseverbote in die Europäische Union verhängt.

### Lateinamerika

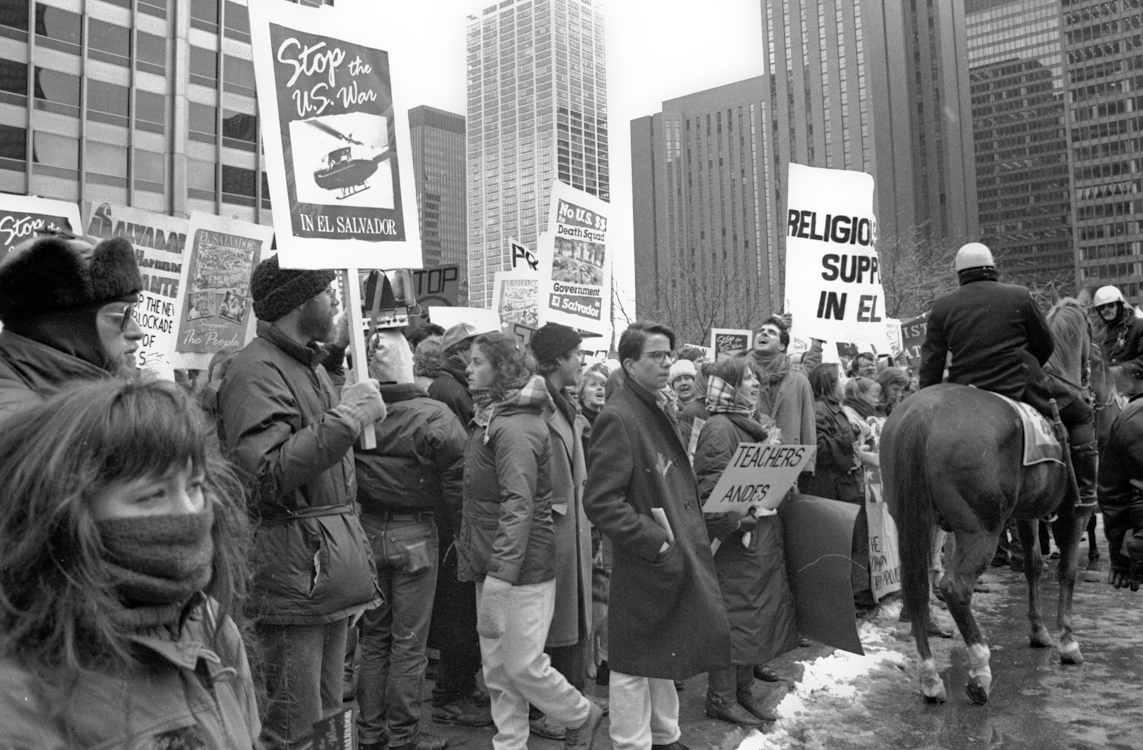
Protest gegen die Unterstützung der Regierung El Salvadors durch die USA, Chicago 1989. Auf einem der Plakate steht: No US-$$ for Death Squad Government in El Salvador (deutsch: „Keine US-Dollars für die Todesschwadronen-Regierung in El Salvador“)

Besonders in den 1970er- und 1980er-Jahren waren Todesschwadronen in Lateinamerika verbreitet. Verschiedene Regierungen haben sich ihrer bedient. Oft setzten sie sich aus Mitgliedern nationaler Streitkräfte zusammen und kooperierten eng mit hochrangigen Militärs. Meist verfolgten sie linksgerichtete Rebellen und deren vermutete Sympathisanten im Land, ermordeten ihre Opfer und vernichteten teilweise ganze Dörfer. Als Ausbildungsstätte für die Anführer solcher Gruppen diente auch die von den USA betriebene School of the Americas, was zu zahlreichen politischen Protesten innerhalb und außerhalb der USA führte (siehe auch Reagan-Doktrin).
Bei der Bildung der staatlichen Unterdrückungsapparate wurde auch maßgeblich eine französische Militärtaktik aus dem Algerienkrieg eingesetzt, besonders aus der Schlacht von Algier, die als Französische Doktrin bekannt geworden ist. Dies legte die französische Journalistin Marie-Monique Robin in einem Dokumentarfilm von 2003 und einem darauf basierenden Buch dar.

#### El Salvador
Im Fall von El Salvador wurde die Existenz von Todesschwadronen einer breiteren Öffentlichkeit bekannt, als sie den Erzbischof Óscar Romero und drei US-amerikanische Nonnen ermordeten. Dies löste große Auseinandersetzungen und Proteste in den USA aus, da die Todesschwadronen in enger Beziehung zum US-gestützten Regime El Salvadors standen.
Die Todesschwadronen sollten eine drohende Revolution durch die Ausschaltung der geistigen Elite und möglicher Führungspersönlichkeiten verhindern. Da die Anführer von Revolten der Unterschicht selber meist aus der Mittelschicht kamen, sollte dadurch ein Lenken des Widerstandes unmöglich gemacht werden.
Diese Taktik wurde unter anderem auch von „Military Advisors“, Militärberatern aus den USA, vorgeschlagen und bei der Umsetzung sogar aktiv mitgeplant. So wurden unter anderem über San Salvador von Hubschraubern aus Zettel mit dem Slogan „Sei ein Patriot – Töte einen Priester“ abgeworfen und Prämien angeboten: Für den Mord an einem Bauern erhielten Todesschützen der Todesschwadronen 5.000 Colón, für einen Professor oder Intellektuellen 10.000 Colón und für den Mord an einem Priester 25.000 Colón.
Das Massaker von El Mozote, ein Kriegsverbrechen mit 900 zivilen Opfern, ging von Regierungssoldaten des Atlácatl-Bataillons aus, welche von US-amerikanischen Green Berets ausgebildet worden waren.

#### Brasilien
In Brasilien gingen Todesschwadronen gewaltsam im Auftrag der Ländereibesitzer gegen Reformbestrebungen vor.

#### Guatemala
In Guatemala ließ das Regime Guerillabewegungen, die sich aufgrund von sozialer Ungleichheit und fehlender Partizipation formiert hatten, im Zuge des Bürgerkrieges durch Todesschwadronen unterdrücken und ermorden.

### Afrika

#### Ruanda
Der Völkermord in Ruanda 1994 wurde durch zahlreiche Todesschwadronen eliminatorisch-rassistischer Hutu (Interahamwe, Impuzamugambi) verübt. Sie nahmen Tutsi und oppositionelle Hutu in vielen Städten und Dörfern fest. Die Mitglieder der Todesschwadronen schlitzten in der Regel ihre Opfer mit Macheten auf oder erschossen sie aus nächster Nähe. Die Streitkräfte Ruandas gewährten der Interahamwe bei diesen Massakern oftmals Unterstützung. Innerhalb von 90 Tagen wurden so zwischen 800.000 und 1 Million Menschen ermordet, bis die Ruandische Patriotische Front die Macht übernahm. Frankreich belieferte die Armee zu Beginn der Ausschreitungen mit Waffen und Munition.

#### Südafrika
Während der Zeit der Apartheid betrieb die weiße südafrikanische Regierung eine geheime Spezialeinheit der Polizei, die nach ihrem Sitz als Vlakplaas bekannt wurde. Sie folterte und ermordete zahlreiche schwarze Widerständler, die Leichen wurden beseitigt. Ihr Leiter Eugene de Kock wurde nach dem Ende der Apartheid zu 212 Jahren Haft verurteilt, die von ihm als Auftraggeber genannten Politiker blieben weitgehend unbehelligt.

### Naher Osten

#### Irak
Im Februar 2006 wurde bekannt, dass in jüngster Zeit auch Mitarbeiter des irakischen, schiitisch dominierten Innenministeriums mit Unterstützung der USA Einheiten bildeten, welche Folterzentren unterhielten und sich nach dem Rückzug der Amerikaner zu Todesschwadronen entwickelt haben sollen.

### Asien

#### Indonesien
Die Vernichtung der Kommunistischen Partei Indonesiens im Rahmen der Massaker in Indonesien 1965–1966 erfolgte auch unter Zuhilfenahme von Todesschwadron, die auf Anweisung Suhartos hin eingerichtet wurden.

#### Philippinen
Durch die Kandidatur des Bürgermeisters von Davao bei der Präsidentschaftswahl 2016 auf den Philippinen, wurden die Todesschwadronen in der Stadt bekannt. Die von der lokalen Presse als „Davao Death Squads“ (DDS) bezeichneten Gruppen töten Kriminelle und rekrutieren sich laut FAZ aus der New People’s Army, dem bewaffneten Arm der philippinischen Kommunisten. Der Kandidat und spätere Wahlsieger Rodrigo Duterte tolerierte während seiner Amtszeit als Bürgermeister das Vorgehen der Kommandos.